# Anancistrogera recticauda
Anancistrogera recticauda är en insektsart som först beskrevs av Heinrich Hugo Karny 1925.  Anancistrogera recticauda ingår i släktet Anancistrogera och familjen Gryllacrididae.

## Underarter
Arten delas in i följande underarter:
- A. r. ochrocnemis
- A. r. recticauda
- A. r. ochropis